# Matthias Reim
Matthias Reim (Korbach, 26 novembre 1957) è un cantante, cantautore e compositore tedesco.
Autore e interprete della fortunata canzone Verdammt, ich lieb dich (di cui ha eseguito altresì una versione in italiano, Perché ti amo), è noto anche per aver duettato con Bonnie Tyler in Vergiss es e Salty Rain. Reim ha composto la maggior parte dei suoi brani, tranne alcuni che invece portano la firma di Christoph Brüx, come Das Erste Mal. Ha esordito come cantante schlager per poi passare alla pop dance e al rock.

## Biografia

### Primi anni
Reim è nato il 26 novembre 1957 a Korbach ed è cresciuto a Homberg. Suo padre era il direttore del gymnasium di Homberg. Dopo il conseguimento dell'Abitur, ha iniziato i suoi studi universitari di germanistica e anglistica all'Università di Gottinga, ma ha finito per trascorrere il suo tempo prevalentemente negli studi musicali anziché nelle aule.

### Carriera musicale
Reim compone, scrive testi, mixa e suona canzoni lui stesso. La musica di alcune canzoni proviene dal compositore e produttore musicale tedesco Christoph Brüx (Amburgo), ad esempio Das erste Mal (La prima volta). Ha composto per molti altri artisti come Bernhard Brink, Roberto Blanco, Jürgen Drews e Tina York. I suoi primi LP con le sue band Fallen Dice e Fair Tax non hanno avuto successo commerciale.
Il primo – e più grande – successo di Reim, Verdammt, Ich lieb' dich è uscito nel 1990. Il singolo ha venduto 2,5 milioni di copie in tutto il mondo ed è stato in cima alle classifiche tedesche per 16 settimane, dal 18 maggio al 6 settembre. Dal 1971 nessun altro singolo è rimasto più a lungo senza interruzioni al primo posto, ma Matthias Reim condivide questo record col gruppo Boney M.. Matthias Reim ne incise anche una versione in inglese (I Think I Love You), una in francese (Et Puis Je T'Aime) e una in italiano (Perché ti amo). L'album di esordio di Reim è stato pubblicato subito dopo. 
Fino al 1999 ha fatto uscire altri nove album con la Polydor. Il suo LP Zauberland è stato pubblicato anche in una versione in lingua inglese in Canada chiamata Wonderland.
Nel 2000, il primo di (finora) sei LP di Reim è stato pubblicato dalla sua nuova casa discografica EMI. Essi sono:
- Wolkenreiter (Cavaliere delle nuvole)
- Morgenrot (Rosso mattutino)
- Reim
- Unverwundbar (Invulnerabile)
- Männer sind Krieger (Gli uomini sono guerrieri)
- Sieben Leben (Sette vite).

### Altre attività artistiche
Nel maggio 2019, Reim è apparso come attore nel film Schatten über den Bodensee.

## Vita privata
Matthias Reim ha quattro figli, ognuno dei quali è nato da una donna diversa (due di loro, Julian e Marie, hanno intrapreso anch'essi la carriera musicale). I suoi tre matrimoni si sono tutti conclusi col divorzio.
Attualmente vive a Ibiza.

## Discografia
Album 
- 1990 – Reim[5]
- 1991 – Reim 2
- 1993 – Sabotage
- 1994 – Zauberland

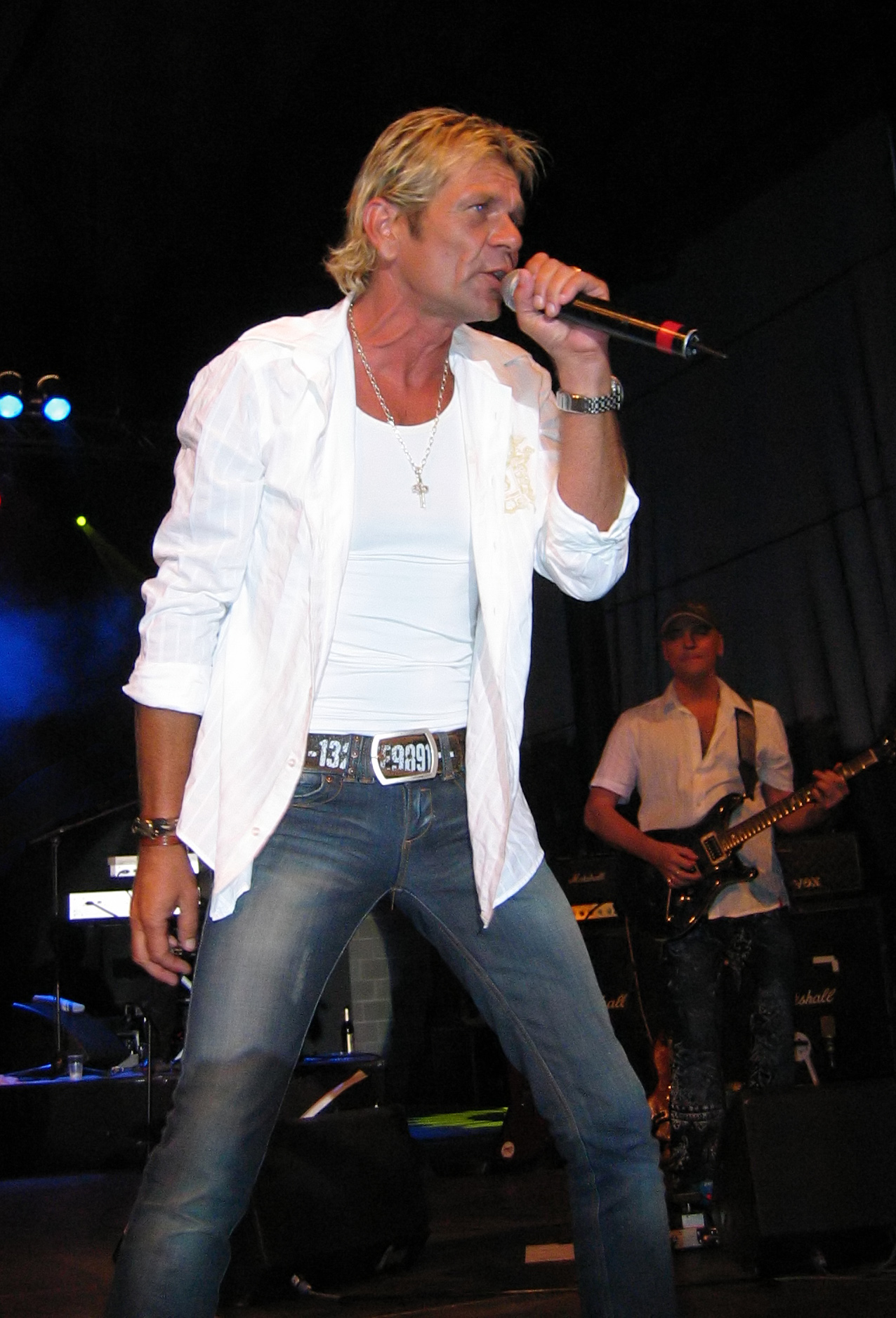
Matthias Reim nel 2007

- 1995 – Wonderland (Zauberland in Canada)
- 1995 – Alles Klar
- 1997 – Reim 3
- 1998 – Sensationell
- 1999 – 10 Jahre intensiv
- 2000 – Wolkenreiter
- 2002 – Morgenrot
- 2003 – Reim
- 2004 – Déjà Vu
- 2005 – Unverwundbar
- 2006 – Die Fan-Edition
- 2007 – Männer sind Krieger
- 2010 – Sieben Leben
- 2013 – Unendlich
- 2014 – Die Leichtigkeit des Seins
- 2016 – Phoenix
- 2018 – Meteor
- 2019 – MR20